# Ryania riedeliana
Ryania riedeliana är en videväxtart som beskrevs av August Wilhelm Eichler. Ryania riedeliana ingår i släktet Ryania och familjen videväxter. Inga underarter finns listade i Catalogue of Life.